# Kitty Joyner
Kitty O'Brien Joyner (11 de juliol de 1916 - 16 d'agost de 1993) fou una enginyera elèctrica estatunidenca. Coneguda per ser la primera dona a graduar-se a la facultat d'enginyeria de la Universitat de Virgínia, també seria la primera tècnica que contractaria el National Advisory Committee for Aeronautics (NACA). Posteriorment l'organització es reanomenaria com a NASA, i Joyner hi treballaria fins a l'any 1971 assolint al càrrec de Cap de la Subdivisió d'Estimació de Costos d'Instal·lacions.

## Biografia
Joyner va néixer a Charlottesville, Virgínia, l'any 1916. Després de graduar-se a l'escola femenina Sweet Briar College, l'any 1937, va intentar ingressar a la facultat d'enginyeria de la Universitat de Virgínia, però aleshores era una institució únicament masculina i la sol·licitud li va ser denegada. Després de demandar judicialment a la universitat, i guanyar, hi aconseguiria ser admesa i estudiaria la carrera d'enginyeria elèctrica durant dos anys, sent la primera dona a graduar-s'hi l'any 1939. Durant els seus estudis destacaria entre els seus companys masculins i seria guardonada amb el Algernon Sydney Sullivan Award, un premi a l'excel·lència.
Establint un precedent, el NACA Memorial Langley Aeronautical Laboratory (LMAL) contractaria per primera vegada una dona, Kitty O'Brien Joyner, el setembre de 1939 com a ajudant d'enginyeria civil júnior. Aquesta organització, creada el 3 de març de 1915 pel Govern dels Estats Units, inicialment tenia l'objectiu de mantenir la tecnologia aeronàutica estatunidenca al dia de les innovacions que es produïen a Europa durant la Primera Guerra Mundial. Després de la guerra es va reconvertir en una organització d'investigació, realitzant diferents estudis d'aerodinàmica. A finals de la dècada dels 30, quan Joyner va sumar-s'hi, la previsió d'una nova guerra mundial va fer que es reconvertís en una organització de desenvolupament i prova de nous avions.
Inicialment, Joyner treballaria fent proves aeronàutiques a túnels de vent, especialment en condicions supersòniques. Aquesta tasca, crucial per assegurar l'efectivitat dels avions abans de volar, també seria decisiva en el desenvolupament posterior de l'organització, durant la cursa espacial. Joyner continuaria treballant a la NACA, i posteriorment NASA, durant dècades, contribuint a l'expansió de la indústria aeronàutica i assolint el càrrec de Cap de la Subdivisió d'Estimació de Costos d'Instal·lacions. Finalment es retiraria l'any 1971.

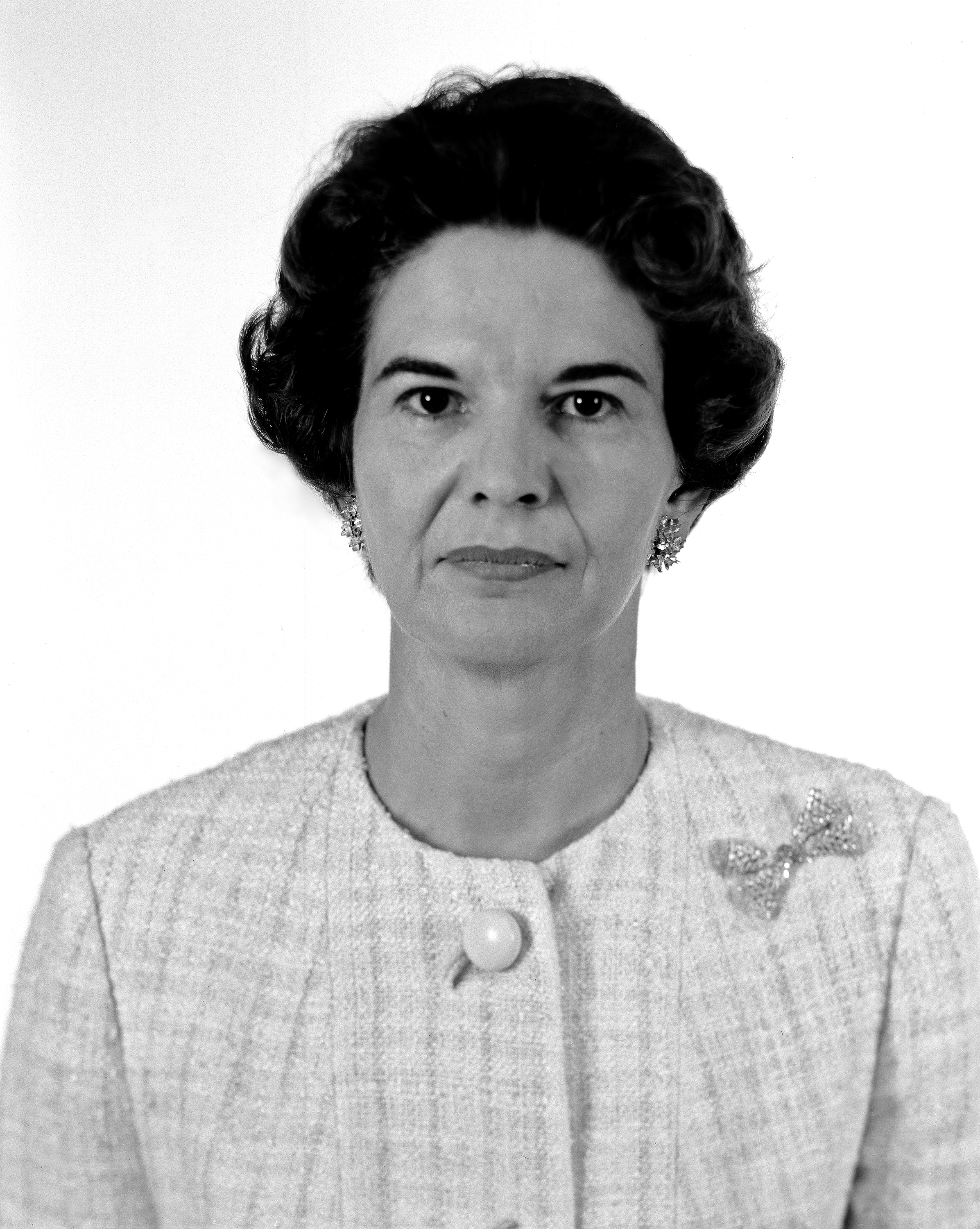
Fotografia de Kitty Joyner, l'any 1964, de la NASA.

El 1992 rebria el guardó United Daughters of the Confederacy Winnie Davis Award. També fou membre de les associacions: Institute of Electrical and Electronics Engineers, Daughters of the American Colonists i Chi Omega, de la Universitat de Virgínia.
Kitty Joyner morí el 16 d'agost de 1993, a l'edat de 77 anys.

## Vida personal
Joyner vivia amb el seu marit, Upshur T. Joyner, a Poquoson, Virgínia. El seu espòs, físic a la NACA/NASA Langley durant 40 anys, fou conegut per les seves contribucions a la recerca al NASA Langley Landing Loads Dynamics Facility (LLDF) i també es retirà l'any 1971. Upshur T. Joyner moriria pocs mesos després que Kitty Joyner, el 9 de novembre de 1993, a l'edat de 85 anys.
El matrimoni va tenir dos fills: Kate Bailey i Upshur O'Brien Joyner, que va morir de leucèmia a l'edat de 47 anys l'1 de gener de 1990.